# Різдво Пресвятої Богородиці
Різдво́ Пресвято́ї Богоро́диці (також Друга Пречиста, Осенини) — християнське свято на честь народження Богородиці Діви Марії, мами Ісуса Христа, що є одним з дванадесятих свят, яке святкується 8 вересня. У цей день підкреслюється, що Божа Мати є великою праведницею, помічницею і заступницею людей, покровителькою сільського господарства, яка народженням Христа зробила перший крок до вічного спасіння усіх людей.

## Місце Різдва

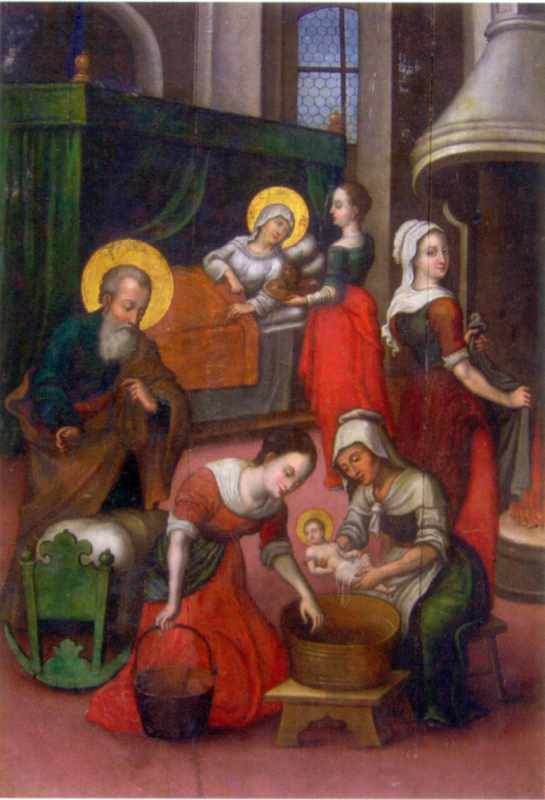
Різдво Богородиці 1722 р. Іконостас Загоровського монастиря (Вощатинський іконостас) Йов Кондзелевич

Згідно з загальноприйнятим переказом, якого однаково дотримуються православні і католики, Діва Марія народилася в будинку Йоакима і Анни, який знаходився в північно-східній частині Єрусалиму. Зараз це територія Мусульманського кварталу Старого міста, біля Левових воріт. Проте точне місце православні і католики вказують по-різному, і ці місця віддалені одне від одного приблизно на 70 метрів. На православному місці побудований монастир святої Анни, на першому поверсі його є церква на честь Різдва Богородиці, а під самою будівлею монастиря збереглася печера, яка була, за переказом, частиною будинку Йоакима і Анни. Католики вказують місце будинку в безпосередній близькості від Віфезди і побудували там базиліку святої Анни, у крипті якої також знаходяться стародавні підземні приміщення.

## Традиції
В Україні з цього дня можна було вже засилати сватів (самі весілля справляли з Покрови). Пасічники остаточно втеплювали на зиму бджолині вулики, а власники овець вдруге проводили стрижку. З цим святом в'яжеться день Рожениць, коли жінки, у яких немає дітей, справляють обід і запрошують людей до себе.
В Іспанії 7 вересня приносять фрукти, щоб освятити їх. Виноградарі у Франції назвали це свято «Богоматір винограду». Найкращий виноград приносять до місцевої церкви, щоб його благословити, а потім кілька грон прикріплюють до рук статуї Марії. Святкова страва, яка включає новий виноград, є частиною цього дня.
У Гоа, свято Різдва Марії, яке називається «Монти Фест», — це головне сімейне свято, яке служить фестивалем подяки, на якому благословляють новий урожай, і продовжується воно за святковим обідом. У Мангалорі це свято Різдва Марії, яке називають «святом Монті». У цей день кожен мангалор їсть бобові та овочі. Священник благословляє гілку зерна, яку додають до їжі.

## Зауваження
1. ↑  Деякими православними церквами святкується 8 (21) вересня за юліанським календарем, зокрема Єрусалимською, Російською, Сербською, Грузинською, Польською і Македонською православними церквами.